# 信用組合

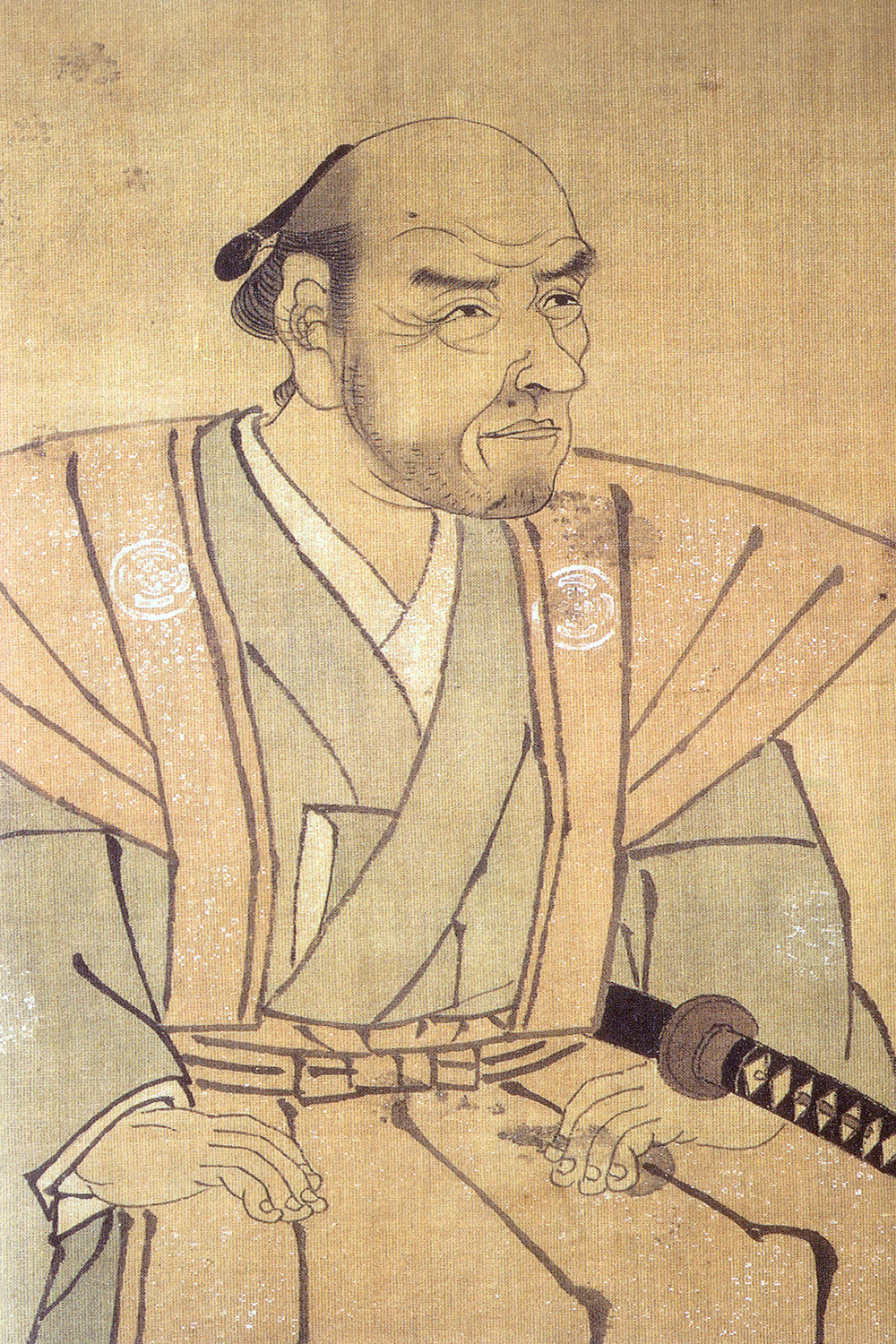
「相互扶助」を唱えた二宮尊徳

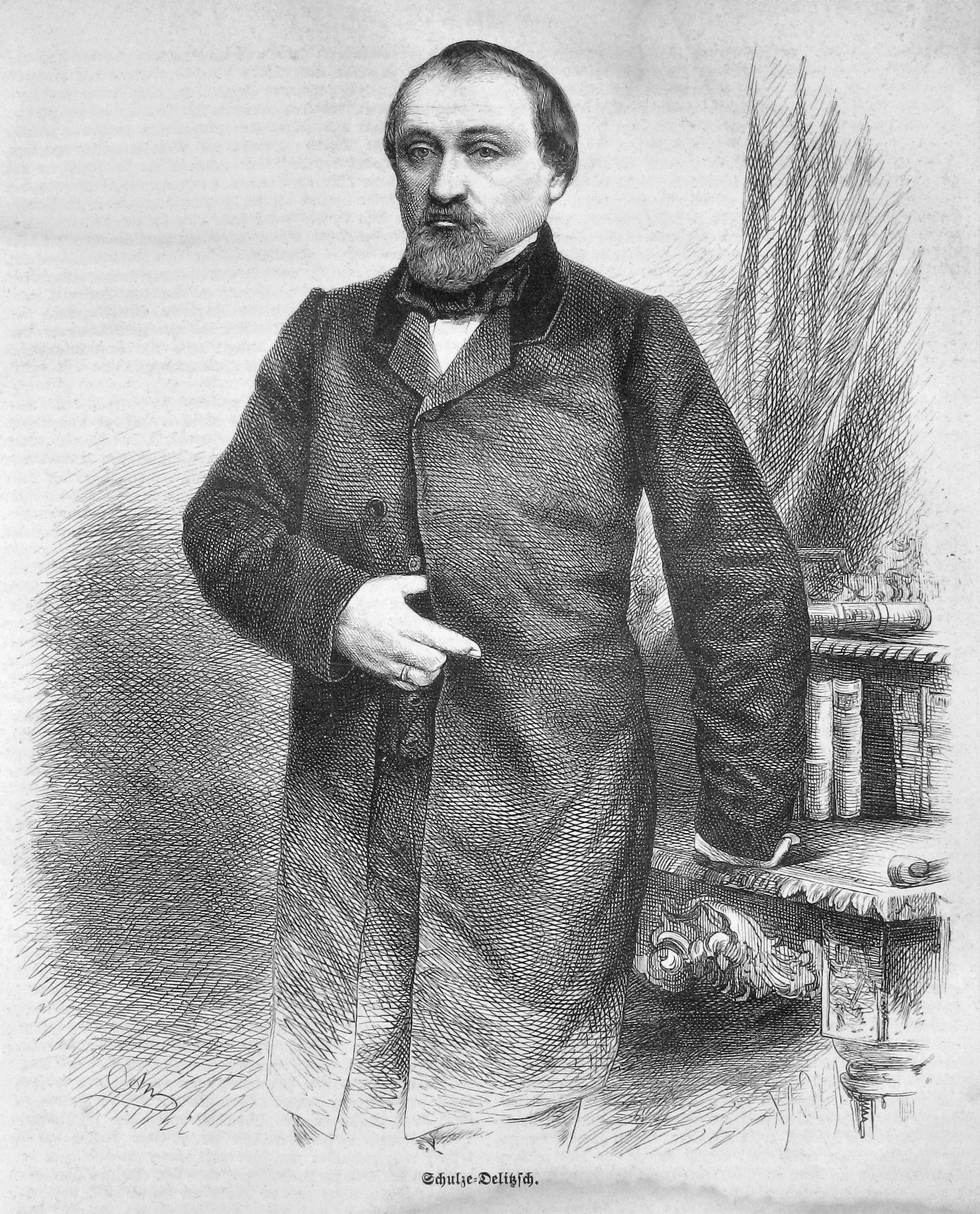
シュルツェ＝デーリチュは都市型信用組合を初めて設立

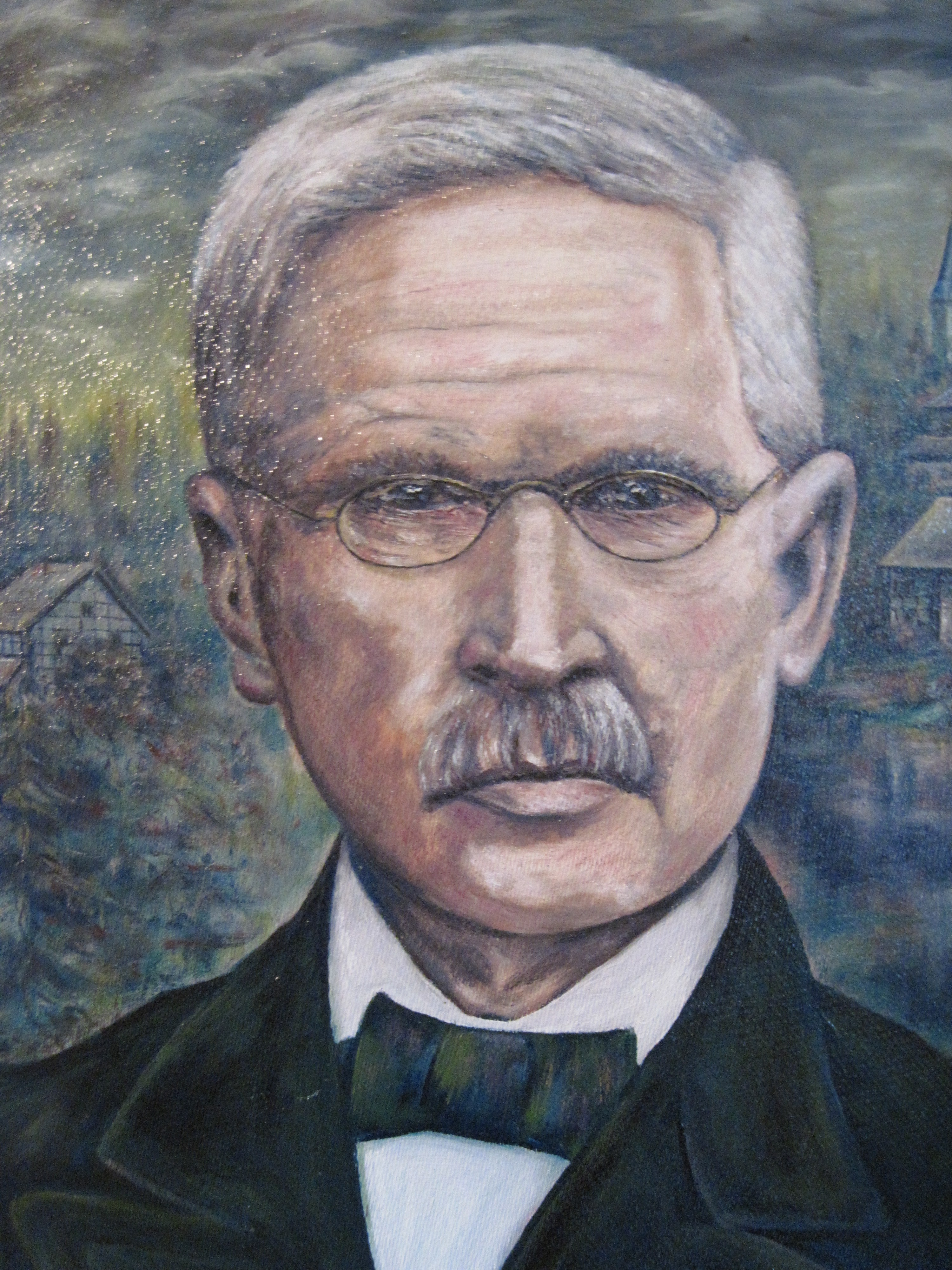
フリードリヒ・ライファイゼンは農村型信用組合を初めて設立

信用組合（しんようくみあい、英語: Credit union）は、組合員が所有する金融関係協同組合であり、組合員によって管理、人々を支援する人々の原則に基づいて運営、競争力のある金利およびその他の金融サービスを組合員に提供する。世界の信用組合は、総資産と平均的な機関資産規模の点で様々で、数人の会員を持つボランティア活動から数十億米ドルと数十万人の会員を持つ資産を持つ機関まである。2018年、世界中の信用組合の会員数は2億7,400万人で、この年に約4000万人が追加された。

## 歴史
現代の信用組合の歴史は1852年に始まり、ザクセン王国のヘルマン・シュルツェ＝デーリチュは2つのパイロット・プロジェクトから学んだものを統合した。彼は非常に成功した都市型信用組合システムを開発し続けた。1864年には、フリードリヒ・ライファイゼンが、ドイツのヘッデスドルフ（現在はノイヴィートの一部）に最初の農村型信用組合を設立した。1888年にライファイゼンが亡くなる時までに、信用組合はイタリア、フランス、オランダ、イギリス、オーストリア、その他の国に広がっていた。

## 世界の信用組合

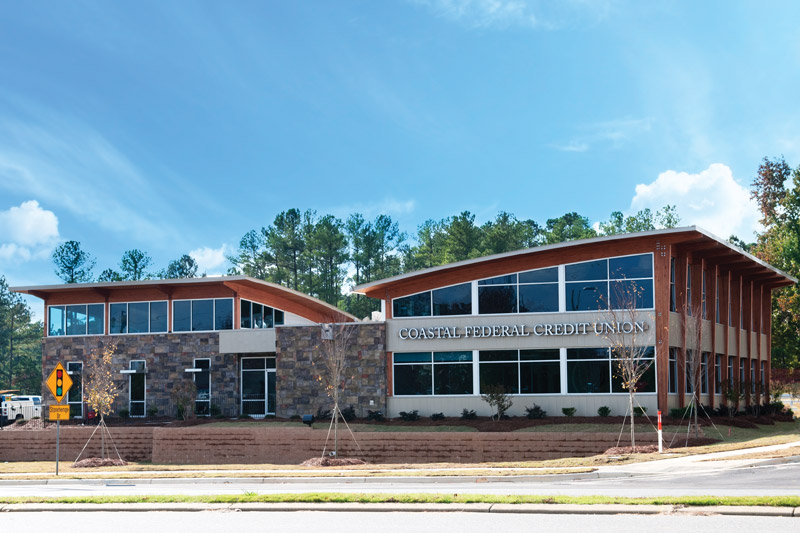
コスタル連邦信用組合の支店（米国ノースカロライナ州ローリーで）
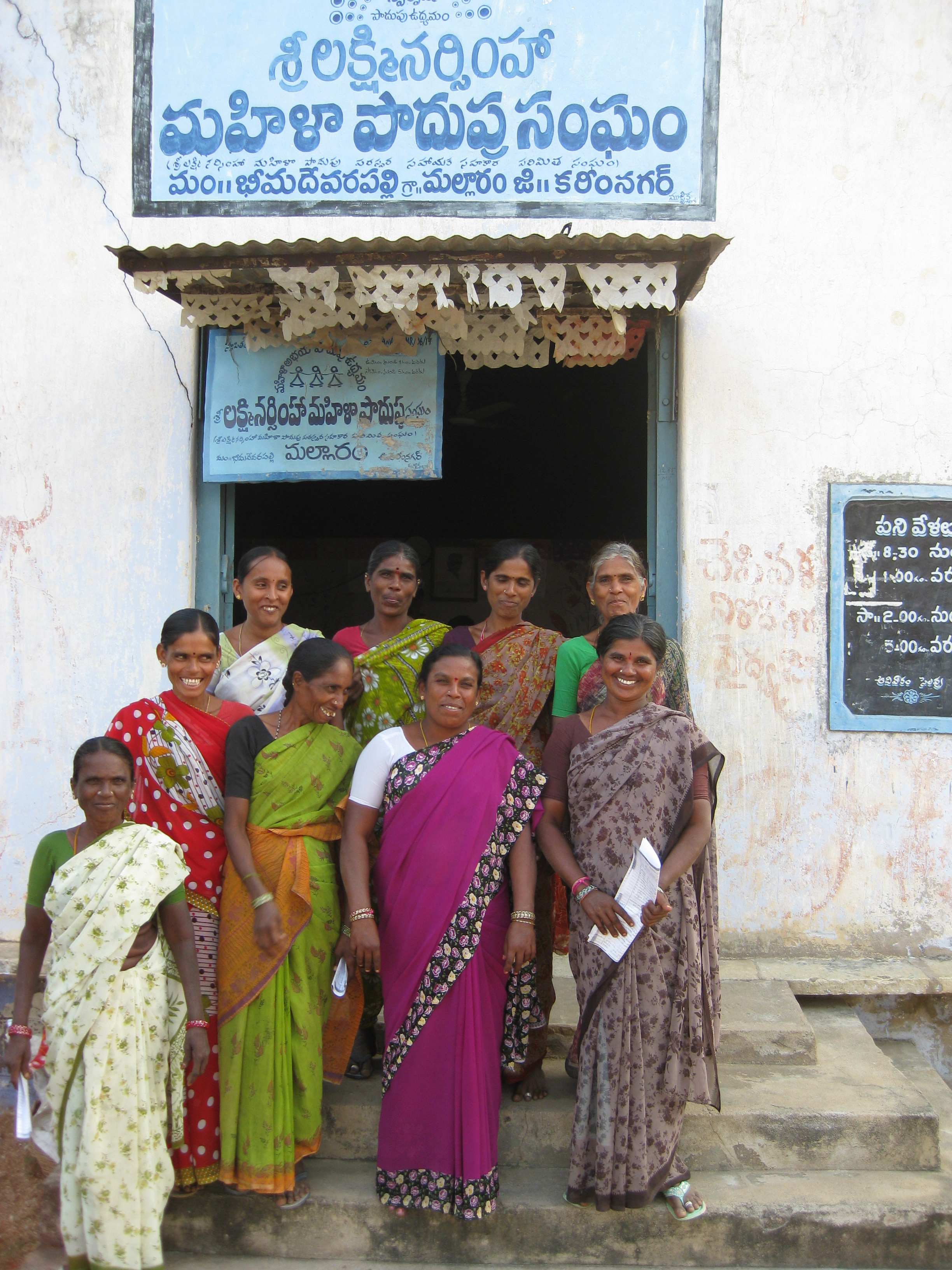
女性だけの信用組合（インド・アーンドラ・プラデーシュ州カリームナガルで）

世界信用組合評議会（WOCCU）によると、2014年末時点で105か国に57,480の信用組合があった。まとめて2億1,740万人の会員にサービスを提供し、1兆7,900億米ドルの資産を管理した。 WOCCUには協同組合銀行からのデータが含まれていないため、たとえば、ドイツ、フランス、オランダ、イタリアなど、信用組合の先駆者として一般的に見られている国々は、このデータに含まれていなく、欧州協同組合銀行協会（EACB）は、2010年末にこれら4か国で3,800万人の会員を報告している。
信用組合の活動が最も多い国々は、非常に多様である。 WOCCUによると、信用組合員数が最も多い国は、米国（1億100万人）、インド（2,000万人）、カナダ（1,000万人）、ブラジル（600万人）、韓国（570万人）、フィリピン（ 540万）、ケニアとメキシコ（それぞれ510万）、エクアドル（480万）、オーストラリア（450万）、タイ（410万）、コロンビア（360万）、アイルランド（330万）などである。

## 日本の信用組合
日本では、信用組合の源流は鎌倉時代からあった無尽講（頼母子講）や、江戸時代の大原幽学の「先祖株組合」や二宮尊徳の「五常講」であったといわれる。明治時代になって、1892年に帝国議会に信用組合法案が提出された。1900年にドイツの制度を手本にした「産業組合法」が設立し、「産業組合」が誕生した。その後、大正時代に行われた「産業組合法」の改正で、中小商工業者のための「市街地信用組合」と、従来の産業組合法の「準市街地信用組合」の二つの信用組合が誕生し、第二次世界大戦後の1949年に「信用協同組合」として統合される。しかし、翌々年の1951年には「信用金庫法」の施行で、市街地信用組合の多くが「信用金庫」に転換し、協同組織性を強く意識した組合のみが「中小企業等協同組合法」に基づく「信用協同組合」（通常、信用組合と呼ばれる）として残った。

## アメリカの信用組合
アメリカの信用組合には、連邦法である連邦信用組合法（Federal Credit Union Act）に基づく免許を受け信用組合監督庁（NCUA）の監督を受ける連邦信用組合（federal credit union）と、州法に基づく免許を受け州当局の監督を受ける州信用組合がある。

## イギリスの信用組合
イギリスの信用組合は信用組合法（Credit Union Act）上の認可業者で、2014年協同共済組合法（Co-operative and Community Benefit Societies Act 2014）の登録を受けた法人をいう。信用組合は職域や居住地域等を単位に法人化されている（信用組合法第1条）。組合員からの出資については預金以外の受け入れは禁止されており、信用組合の貸付先も組合員でなければならない。